# Paulo Valentim
Paulo Ângelo Valentim, meglio noto come Paulo Valentim (Barra do Piraí, 20 novembre 1933 – Buenos Aires, 9 luglio 1984), è stato un calciatore brasiliano, di ruolo attaccante.
Ha militato nei campionati di Brasile, Argentina e Messico.

## Carriera

### Club
Valentim debuttò con la prima squadra del Guarani Futebol Club nel 1952, provenendo dal settore giovanile. Nel 1954 si trasferì all'Atlético Mineiro, club con il quale vinse tre campionati statali consecutivi (1954, 1955, 1956).
Nel 1956 fu acquistato dal Botafogo su richiesta dell'allenatore João Saldanha, andando ad aggiungersi a campioni come Garrincha e Nílton Santos. Al termine della stagione conquistò il Campionato carioca, segnando cinque gol nella vittoria per 6-2 contro la Fluminense.
Nel 1960 passò al Boca Juniors, squadra con la quale vinse il campionato nel 1962 e 1964. Conquistò l'affetto dei tifosi anche per essere stato capace di segnare dieci gol in sette match disputati contro i rivali del River Plate.
Nel 1965 giocò con il San Paolo, per poi trasferirsi in Messico per vestire la maglia dell'Atlante.

### Nazionale
Nel 1959 partecipò con la Nazionale brasiliana all'edizione della Coppa America che si disputava in Argentina, perdendo la finale contro i padroni di casa. Valentim giocò in attacco assieme a Pelé e mise a segno cinque gol.

## Dopo il ritiro
Nel 1978, ormai abbandonata l'attività agonistica, andò a vivere a Buenos Aires. Visse il periodo successivo in povertà ed abusò di fumo ed alcolici, ebbe problemi cardiaci e contrasse l'epatite, morendo nel 1984.

## Statistiche

### Cronologia presenze e reti in Nazionale[1]
| Cronologia completa delle presenze e delle reti in nazionale ― Brasile | Cronologia completa delle presenze e delle reti in nazionale ― Brasile | Cronologia completa delle presenze e delle reti in nazionale ― Brasile | Cronologia completa delle presenze e delle reti in nazionale ― Brasile | Cronologia completa delle presenze e delle reti in nazionale ― Brasile | Cronologia completa delle presenze e delle reti in nazionale ― Brasile | Cronologia completa delle presenze e delle reti in nazionale ― Brasile | Cronologia completa delle presenze e delle reti in nazionale ― Brasile |
| Data                                                                   | Città                                                                  | In casa                                                                | Risultato                                                              | Ospiti                                                                 | Competizione                                                           | Reti                                                                   | Note                                                                   |
| ---------------------------------------------------------------------- | ---------------------------------------------------------------------- | ---------------------------------------------------------------------- | ---------------------------------------------------------------------- | ---------------------------------------------------------------------- | ---------------------------------------------------------------------- | ---------------------------------------------------------------------- | ---------------------------------------------------------------------- |
| 15-3-1959                                                              | Buenos Aires                                                           | Brasile                                                                | 3 – 0                                                                  | Cile                                                                   | Campeonato Sudamericano de Football                                    | -                                                                      |                                                                        |
| 21-3-1959                                                              | Buenos Aires                                                           | Brasile                                                                | 4 – 2                                                                  | Bolivia                                                                | Campeonato Sudamericano de Football                                    | 2                                                                      |                                                                        |
| 26-3-1959                                                              | Buenos Aires                                                           | Brasile                                                                | 3 – 1                                                                  | Uruguay                                                                | Campeonato Sudamericano de Football                                    | 3                                                                      |                                                                        |
| 29-3-1959                                                              | Buenos Aires                                                           | Brasile                                                                | 4 – 1                                                                  | Paraguay                                                               | Campeonato Sudamericano de Football                                    | -                                                                      |                                                                        |
| 4-4-1959                                                               | Buenos Aires                                                           | Brasile                                                                | 1 – 1                                                                  | Argentina                                                              | Campeonato Sudamericano de Football                                    | -                                                                      |                                                                        |
| Totale                                                                 |                                                                        | Presenze                                                               | 5                                                                      |                                                                        | Reti (82º posto)                                                       | 5                                                                      |                                                                        |

## Palmarès

### Competizioni statali
- Campionato Mineiro: 3

Atlético Mineiro: 1954, 1955, 1956
- Campionato Carioca: 1

Botafogo: 1957

### Competizioni nazionali
- Campionato argentino di calcio: 2

Boca Juniors: 1962, 1964